# Klockljungsreservaten
Klockljungsreservaten är ett naturreservat i Skinnskattebergs kommun i Västmanlands län.
Området är naturskyddat sedan 1958 och är 24 hektar stort. Reservatet omfattar fyra olika delar: Slåttermossen, Bastumossen, Dramboln norra och Dramboln södra. De består alla av myrmark där det går finna klockljung. 